# 戈氏叫姑魚
戈氏叫姑魚為輻鰭魚綱鱸形目鱸亞目石首魚科的其中一種，分布西太平洋區的摩鹿加群島及菲律賓海域，棲息在沿海海域。